# Clori (figlia di Anfione)
Clori (in greco antico: Χλωρίς?, Chlōrís) od anche citata come Cloride è un personaggio della mitologia greca, figlia di Anfione re di Tebe e di Niobe.

Detta anche Niobide dal nome della madre.

## Mitologia
Melibea era il suo vero nome ma dopo aver assistito alla terribile strage dei fratelli, il suo viso volse permanentemente al pallido. Clori infatti significa esattamente "pallido".

Lei e il fratello Amicla furono gli unici figli di Niobe a non essere uccisi da Apollo e Artemide a causa della hybris (superbia) della madre.

La morte delle sue sorelle fu dovuta alla sfrontatezza della madre, che osò vantarsi della sua prole con Latona (che invece aveva avuto solo due figli, Apollo ed Artemide) che chiese vendetta ottenendola.

Dopo aver visto lo sterminio (ed esserne sopravvissuta), impallidita cambiò il nome in Clori.

Pausania scrisse di una statua a lei dedicata vicino al santuario dedicato a Latona presso Argo.